# خوسيه دي فريتاس ريبيرو
خوسيه دي فريتاس ريبيرو هو عسكري وسياسي برتغالي، ولد في 23 مايو 1868 في Parede ‏ في البرتغال، وتوفي في 3 نوفمبر 1929 في Cascais ‏ في البرتغال. انتخب وزير.